# Motorō Mase
Motorō Mase (間瀬 元朗, Mase Motorō), né en 1969 dans la préfecture d'Aichi, est un mangaka japonais.

## Œuvre
- Kyo-Ichi (キョウイチ, Kyōichi?) (Big Comic Superior, 2001)
- Heads (ヘッズ, HE∀DS?) (Weekly Young Sunday, 2002-2003, dessins de Keiji Higashino)
- Ikigami - Préavis de mort (イキガミ, Ikagami?) (Weekly Young Sunday, 2005-2008 puis Big Comic Spirits 2008-2012)
- Demokratia (デモクラティア, Dēmokratía?) (Big Comic Spirits, 2013-2015)
- Hitomoji - Stress Mortel (粘菌人間ヒトモジ, Nenkin ningen hitomoji?) (Big Comic, 2016-2021)

## Distinctions
Le manga Ikigami a reçu plusieurs récompenses en France : le prix spécial de la BD au festival International de Science-Fiction de Nantes, le Grand prix de l'Imaginaire 2010, le Prix Polymanga 2010 du meilleur seinen et le Japan Expo Awards 2010 du meilleur seinen,,.